# العلاقات الدومينيكية الكولومبية
العلاقات الدومينيكية الكولومبية هي العلاقات الثنائية التي تجمع بين دومينيكا وكولومبيا.

## مقارنة بين البلدين
هذه مقارنة عامة ومرجعية للدولتين:
| وجه المقارنة                                              | دومينيكا              | كولومبيا        |
| --------------------------------------------------------- | --------------------- | --------------- |
| المساحة (كم2)                                             | 751                   | 1.14 مليون      |
| عدد السكان (نسمة)                                         | 73.92 ألف             | 49.07 مليون     |
| الكثافة السكانية (ن./كم²)                                 | 9.84 ألف              | 43.04           |
| العاصمة                                                   | روسو                  | بوغوتا          |
| اللغة الرسمية                                             | لغة إنجليزية          | اللغة الإسبانية |
| العملة                                                    | دولار شرق الكاريبي    | بيزو كولومبي    |
| الناتج المحلي الإجمالي (بليون دولار)                      | 562.54 مليون          | 309.19 مليار    |
| الناتج المحلي الإجمالي (تعادل القوة الشرائية) بليون دولار | 789.63 مليون          | 724.96 مليار    |
| الناتج المحلي الإجمالي الاسمي للفرد دولار أمريكي          | 7.12 ألف              | 7.60 ألف        |
| الناتج المحلي الإجمالي للفرد دولار أمريكي                 | 10.88 ألف             | 13.36 ألف       |
| مؤشر التنمية البشرية                                      | 0.724                 | 0.720           |
| رمز المكالمات الدولي                                      | +1767                 | +57             |
| رمز الإنترنت                                              | .dm                   | .co             |
| المنطقة الزمنية                                           | 00، توقيت أطلنطي موحد | 00              |

## منظمات دولية مشتركة
يشترك البلدان في عضوية مجموعة من المنظمات الدولية، منها:
| علم المنظمة | اسم المنظمة                                                          | تاريخ انضمام دومينيكا | تاريخ انضمام كولومبيا |
| ----------- | -------------------------------------------------------------------- | --------------------- | --------------------- |
|             | مؤسسة التنمية الدولية                                                | 29 سبتمبر 1980        | 16 يونيو 1961         |
|             | يونسكو                                                               | 9 يناير 1979          | 31 أكتوبر 1947        |
|             | وكالة ضمان الاستثمار متعدد الأطراف                                   | 7 أكتوبر 1991         | 30 نوفمبر 1995        |
|             | الأمم المتحدة                                                        | 18 ديسمبر 1978        | 5 نوفمبر 1945         |
|             | وكالة حظر الأسلحة النووية في أمريكا اللاتينية ومنطقة البحر الكاريبي ‏ | ?                     | ?                     |
|             | الاتحاد البريدي العالمي                                              | ?                     | ?                     |
|             | البنك الدولي للإنشاء والتعمير                                        | 29 سبتمبر 1980        | 24 ديسمبر 1946        |
|             | بنك التنمية الكاريبي ‏                                                | ?                     | ?                     |
|             | الاتحاد الدولي للاتصالات                                             | 28 أكتوبر 1996        | 25 أغسطس 1914         |
|             | منظمة حظر الأسلحة الكيميائية                                         | ?                     | ?                     |
|             | مؤسسة التمويل الدولية                                                | 29 سبتمبر 1980        | 20 يوليو 1956         |
|             | منظمة التجارة العالمية                                               | ?                     | ?                     |
|             | منظمة الشرطة الجنائية الدولية                                        | ?                     | ?                     |